# معاهدة كابديبيرا
معاهدة كابديبيرا هي معادة واتفاقية وُقعَت بين الملك جيمس الأول ملك أراغون وأبي عبد الله محمد، القاضي المسلم في جزيرة منورقة، في 17 حزيران 1231، في مدينة كابديبيرا الميورقية الحالية. وُقعَت المعاهدة في قلعة كابديبيرا [الإنجليزية]، في ما كان يعرف باسم "برج نونيس". سمحت المعاهدة لجزيرة منورقة بالبقاء تحت الحكم الإسلامي، مع بقائها خاضعة لملك أراغون عن طريق دفع الجزية.
بعد استيلاء الصليبيين على ميورقة، قرر جيمس الأول عدم غزو الجزيرة المجاورة لأنه كان يحتاج إلى القوات اللازمة لغزو بلنسية. فلجأ إلى حيلة الردع. وأمر بإشعال نيران ضخمة في المدينة، بحيث يمكن رؤيتها من ميورقة، حتى يعتقد المسلمون الذين يعيشون هناك أن هناك جيشًا عظيمًا جاهزًا للغزو، ويبعث فيهم رعبًا نفسيًّا. شُكلَت اللجنة المسؤولة عن الذهاب إلى ميورقة للمفاوضات من رئيس فرسان الهيكل، فراي رامون دي سيرا، والفارس برناردو دي سانتا يوجينيا، وبيرو ماسا، سيد سانجارين [الإنجليزية].